# Appendicula bilobulata
Appendicula bilobulata är en orkidéart som beskrevs av Jeffrey James Wood. Appendicula bilobulata ingår i släktet Appendicula och familjen orkidéer. Inga underarter finns listade i Catalogue of Life.